# نصر بن شبث عقیلی
نصر بن شبث عقیلی از مخالفان خلافت مأمون عباسی و هواداران امین از اهالی کیسوم بود که در منطقه شام به سر می‌برد. نصر بن شبث عقیلی که با امین خلیفه عباسی بیعت کرده بود در شام به نفع وی تلاش می‌کرد و پس از چیره شدن مأمون بر امین و قتل وی در شام به‌طور علنی به مخالفت با مأمون و شورش بر ضد وی برخاست. نصر بن شبث عقیلی توانست با جلب حمایت عده ای از اعراب و مردم شام که بیشتر طمع جاه و مقام و ثروت داشتند بر شهرهای آن ناحیه مسلط شود و پس از آن با سپاهیان خود از رود فرات نیز گذشته و طی جنگهایی با سپاهیان مأمون سرزمینهای بسیاری را در شرق رود فرات از چنگ وی به درآورد، مأمون پس از این به فکر راه چاره گشت و با همفکری مشاورین خود طاهر بن عبدالله را برای سرکوبی وی فرستاد و او موفق شد وی را سرکوب کرده و وی را در کیسوم به قتل برساند.